# ماثياس روس
ماثياس روس (بالدنماركية: Mathias Ross) هو لاعب كرة قدم دنماركي، ولد في 15 يناير 2001 في آلبورغ في الدنمارك. لعب مع البورك بولدسبيلكلوب ‏.

## وصلات خارجية
- ماثياس روس على موقع قاعدة بيانات كرة القدم.إي يو (الإنجليزية)
- ماثياس روس على موقع Soccerway.com (الإنجليزية)